# Karin Dreijer

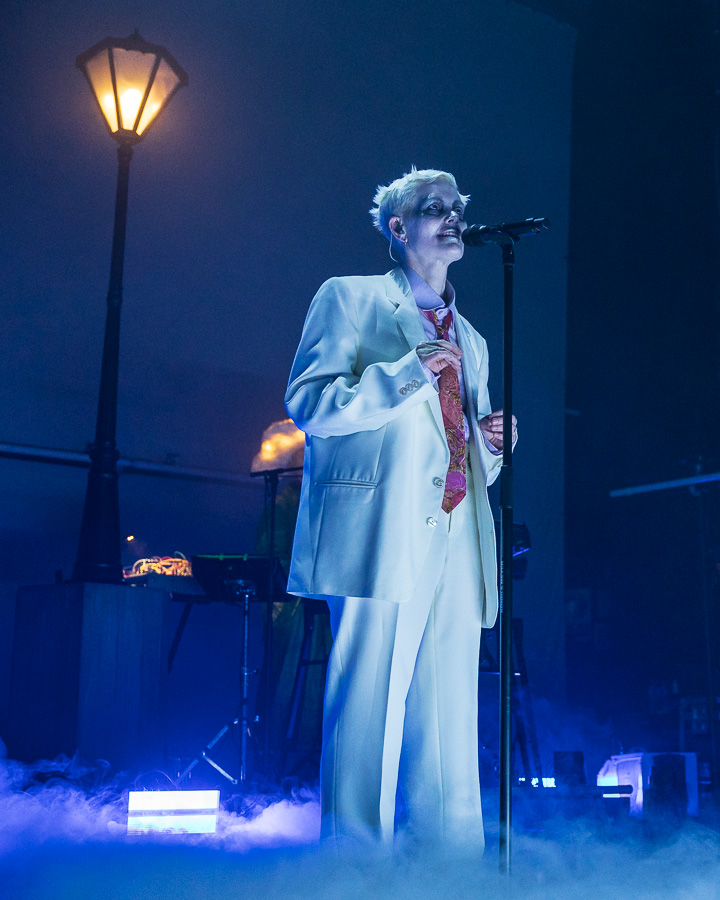
Karin Dreijer bei einem Fever Ray-Konzert 2023 in Oslo.

Karin Elisabeth Dreijer (* 7. April 1975 in Göteborg) ist eine schwedische Sängerin, Komponistin und Musikproduzentin. Sie und ihr Bruder Olof Dreijer waren die Zentralfiguren der inzwischen aufgelösten experimentellen elektronischen Band The Knife. Dreijer betreibt zudem ein Soloprojekt namens Fever Ray.

## Leben und Musik
Dreijer wurde am 7. April 1975 in Göteborg geboren. Der Bruder Olof Dreijer, mit dem sie später auch musikalisch zusammenarbeitete, ist sechs Jahre jünger.
Ab 1994 war sie die Sängerin und Frontfrau der Indie-Rockband Honey Is Cool, welche mehrere Alben veröffentlichte. 1998 gründete die Gruppe ihr eigenes Plattenlabel Rabid Records, das inzwischen nur noch von Dreijer, ihrem Bruder Olof und Frau Rabid geführt wird.

### The Knife
Im Jahr 1998 zog sie nach Stockholm und gründete dort zusammen mit Olof Dreijer The Knife. Sie veröffentlichten 2001 ihr Debütalbum The Knife. Die Band erlangte internationale Anerkennung infolge der Veröffentlichung von Heartbeats, der ersten Single-Auskopplung ihres zweiten Studioalbums Deep Cuts (2003). 2006 trat sie erstmals live auf, dies geschah im Rahmen der Silent Shout Tour zur Unterstützung ihres vielgelobten dritten Albums Silent Shout (2006). 2009 erteilte das dänische Künstlerkollektiv Hotel Pro Forma der Band zusammen mit Mt. Sims und Planningtorock den Auftrag, eine Oper zu komponieren. Basierend auf Charles Darwins Über die Entstehung der Arten entstand Tomorrow, in a Year. 2013 veröffentlichte die Band ihr viertes und letztes Studioalbum Shaking the Habitual. Sie löste sich im November 2014 auf, nachdem sie die Shaking the Habitual Tour beendet hatte.

### Fever Ray

#### Fever Ray
Am 12. Januar 2009 erschien das erste Album Dreijers im Rahmen ihre Solo-Projekts Fever Ray mit ebendiesem Titel. Darin verarbeitete Dreijer Erfahrungen aus der Zeit nach der Geburt ihrer zweiten Tochter. Das Album erhielt überwiegend positive Kritiken. Andreas Borcholte (Der Spiegel) erkor das „schauderhaft schön[e]“ Album zu einem der besten des Jahres 2009. Borcholte zufolge schafft Dreijer eine „nordisch-folkloristisch verzauberte Klangwelt voll schwarzmagischer, kühl funkelnder Schönheit“. Nach Stephan Loichinger (Spex) ist Fever Ray düster und gleichzeitig wunderbar. Das Album wärme den Hörer trotz aller Kälte und tröste fürwahr. Einzelne Stücke des Albums wurden als Soundtrack für Filme (etwa Laurence Anyways) und Serien (etwa Bones – Die Knochenjägerin oder Vikings) verwendet.
Von März 2009 bis Dezember 2009 war Dreijer als Fever Ray auf Tournee. 2010 trat sie noch auf einzelnen Musikfestivals auf, etwa am 16. April 2010 auf dem US-amerikanischen Coachella-Festival und am 12. September 2010 auf dem britischen Bestival auf der Isle of Wight. Am 17. August desselben Jahres erschien das Peter-Gabriel-Cover Mercy Street; für den Soundtrack des 2011 erschienenen Spielfilms Red Riding Hood – Unter dem Wolfsmond schrieb Dreijer als Fever Ray das Stück The Wolf.

#### Plunge
Am 16. Oktober 2017 veröffentlichte Dreijer als Fever Ray auf deren offizieller Website ein Teaser-Musikvideo mit dem Titel Switch Seeks Same. Darauf folgten am 20. Oktober 2017 die Veröffentlichung des Musikvideos zu der Single To The Moon And Back sowie am 27. Oktober 2017 die Online-Veröffentlichung des Albums Plunge. Auch dieses Album wurde von den Kritikern überwiegend wohlwollend aufgenommen. Annika Reith (Spex) erkennt in ihm eine aufgekratzte Zusammenfassung von Dreijers bisheriger Solo- und The Knife-Karriere. Es handele von den Bedingungen der (queeren) Liebe, genauer von der Wechselwirkung von Intimität und Gewalt. Für Hannah Pilarczyk (Der Spiegel) ist Plunge eine große Enttäuschung und trotzdem herausragend. Das Album thematisiere und transportiere das Unbehagen mit unseren Verhältnissen, es mache nervös und verspanne.
Von Februar bis August 2018 ging Dreijer zusammen mit den Musikerinnen Helena Guttarra, Maryam Nikandish, Diva Cruz (Schlagzeug) und Mikaela Hansson (Keyboard) als Fever Ray erneut auf Tournee. Das Hauptanliegen der Bühnenshow war das Recht auf den eigenen Körper, die eigene Sexualität und das eigene Geschlecht im Gegensatz zu den patriarchalen Strukturen, die die Sexualität unterdrücken. Am 29. August 2018 gab Dreijer überraschend das Ende der Tour bekannt. Sie erklärte den Schritt mit dem Wiederauftreten einer generalisierten Angststörung und von Panikattacken, an denen sie seit mehreren Jahren leide.

#### Radical Romantics
Für das am 10. März 2023 erschienene Album Radical Romantics hat Karin Dreijer zum ersten Mal seit acht Jahren wieder mit ihrem Bruder Olof zusammengearbeitet und zusätzlich die Produzenten Johannes Berglund (Vocal Production), Trent Reznor und Atticus Ross (Nine Inch Nails) engagiert. Inhaltlich greift das Album zwar auch Themen wie Liebe auf, aber es muss nicht die klassische romantische Form sein, sondern auch die wütende Liebe, mit der Eltern ihr gemobbtes Schulkind gegen den Täter verteidigen (Even In Out), die vermeintliche Liebe zu Süßigkeiten (Kandy) und der Rückzug ins Privatleben. Musikalisch trifft Synthie-Pop auf elektronische Musik, die mit verschiedenen Klangfarben und Arrangements experimentiert. Der Song Bottom of the Ocean, eine Klangskulptur aus einer Reihe von tonleiterartig gesungenen Ohs, war ursprünglich für eine Ingmar Bergman-Aufführung am Royal Swedish Dramatic Theatre konzipiert. Kritiker fühlen sich unter anderem an Kate Bush und Björk erinnert. Als Bandmitglieder waren bei der  Radical Romantics-Tour 2023 wiederum Helena Guttarra und Maryam Nikandish (Gesang), außerdem Romarna Campbell (Schlagzeug) und Minna Koivisto (Keyboard) beteiligt.

### Weitere Projekte
Dreijer verfasste den Soundtrack zu Dirty Diaries, einer 2009 erschienenen Sammlung feministischer, pornografischer Kurzfilme. In einer Rezension der Sammlung in der schwedischen Zeitung Smålandsposten wurde er als „dem Film angemessen“ beschrieben, obwohl die Musik sich wiederhole.

## Privatleben
Dreijer ist geschieden und Mutter zweier Töchter. Seit ihrer Scheidung führt sie den Familiennamen Andersson nicht mehr. Sie lebt in Stockholm. Dreijer bezeichnet sich selbst als „sehr genderfluid“ und verwendet so je nach Stimmung unterschiedliche Pronomen, wahlweise they/them oder sie/ihr.

## Stil
Dreijer hat einen hohen Wiedererkennungswert. Auffallend an ihrem Gesangsstil sind besonders die schrillen, flächigen und verzerrten Töne in Kombination mit ihrem markanten Akzent, sowie der häufige Gebrauch des Pitch-Shiftings.

## Diskografie

### Studioalben
- 2009: Fever Ray
- 2017: Plunge
- 2023: Radical Romantics

### Livealben
- 2009: Live in Luleå
- 2019: Live at Troxy

### Singles
- 2008: If I Had a Heart
- 2009: When I Grow Up
- 2009: Triangle Walks
- 2009: Seven
- 2009: Stranger Than Kindness
- 2009: Keep the Streets Empty for Me
- 2010: Mercy Street[23]
- 2011: The Wolf
- 2017: To The Moon And Back
- 2017: Wanna Sip
- 2018: IDK About You

### Gastauftritte
- 2000: Robot – Wasted
- 2001: Silverbullit – Axe Man
- 2001: Yvonne – Lost in the City Nights
- 2005: Röyksopp – What Else Is There?
- 2008: dEUS – Slow
- 2009: Röyksopp – This Must Be It und Tricky Tricky